# Fortuna Víkend šampionů 2009
Třetí ročník Fortuna Víkend šampionů se odehrál opět v O2 areně, a to o víkendu 10. ledna a 11. ledna 2009. Vítěz turnaje si odnesl prémii 500 000 Kč, druhý v pořadí 250 000 Kč, třetí 150 000 Kč a čtvrtý 100 000 Kč.

## Účastníci turnaje
- AC Sparta Praha
- FK Mladá Boleslav
- ŠK Slovan Bratislava
- FK Viktoria Žižkov
- SK Slavia Praha
- Bohemians 1905
- FC Slovan Liberec
- FK Austria Wien

## Skupiny

### Skupina A
| #  | Tým                  | Z | V | R | P | +  | -  | B |
| 1. | AC Sparta Praha      | 3 | 2 | 0 | 1 | 20 | 11 | 6 |
| 2. | FK Mladá Boleslav    | 3 | 2 | 0 | 1 | 21 | 17 | 6 |
| 3. | ŠK Slovan Bratislava | 3 | 2 | 0 | 1 | 16 | 14 | 6 |
| 4. | FK Viktoria Žižkov   | 3 | 0 | 0 | 3 | 9  | 24 | 0 |

### Skupina B
| #  | Tým               | Z | V | R | P | +  | -  | B |
| 1. | FC Slovan Liberec | 3 | 2 | 1 | 0 | 9  | 6  | 7 |
| 2. | Bohemians 1905    | 3 | 1 | 2 | 0 | 12 | 7  | 5 |
| 3. | SK Slavia Praha   | 3 | 1 | 1 | 1 | 7  | 5  | 4 |
| 4. | FK Austria Wien   | 3 | 0 | 0 | 3 | 5  | 15 | 0 |

## Zápasy

### Semifinále
- AC Sparta Praha – Bohemians 1905 2:7
- FC Slovan Liberec – FK Mladá Boleslav 1:4

### O 7. místo
- FK Viktoria Žižkov – FK Austria Wien 8:2

### O 5. místo
- ŠK Slovan Bratislava – SK Slavia Praha 2:3p

### O 3. místo
- AC Sparta Praha – FC Slovan Liberec 6:5

### Finále
- Bohemians 1905 – FK Mladá Boleslav 7:3